# اندیس آنومالی دهنو
آنومالی دهنو یک اندیس فلزی است که در حوالی شهر بصیران استان خراسان قرار دارد و مادهٔ معدنی موجود در آن، طلا است.سنگ میزبان این اندیس سنگ‌آهک، پیروکسن آندزیت، آندزیت بازالت، کنگلومرا، شیل، ماسه‌سنگ، توف است  در این اندیس، پاراژنز‌های مگنتیت، هماتیت، ایلمنیت، گارنت، لیمونیت، اپیدوت، زیرکن، آندالوزیت، باریت یافت می‌شوند.